# Némésis
Pour les articles homonymes, voir Némésis (homonymie).
Némésis (en grec ancien : Νέμεσις / Némesis) est une déesse de la mythologie grecque mais aussi un concept : celui de la juste colère (des dieux) et du châtiment céleste. Le Bailly la qualifie plutôt de « déesse de la pudeur ». Paul Mazon, en commentaire des Travaux et des Jours d'Hésiode, l'associe à la « conscience publique, l'opinion et, par suite, à la crainte de cette opinion ». Elle est également la déesse de la vengeance[réf. souhaitée]. Son courroux s'abat en particulier sur les humains coupables d’hybris (démesure, mégalomanie). Elle est ainsi parfois assimilée, à la fois, à la vengeance et à l'équilibre. Némésis est aussi interprétée comme étant un message de mort envoyé par les dieux comme punition[réf. souhaitée].
Le nom némésis dérive du verbe grec νέμειν / némein), signifiant « répartir équitablement, distribuer ce qui est dû », que l'on peut rapprocher de moïra qui signifie à la fois destin et partage. La mythologie romaine en reprend un aspect sous la forme d'Invidia, soit « l'indignation devant un avantage injuste ». Le substantif « némésis » est employé par antonomase pour désigner la colère ou la vengeance divine.
La déesse romaine Poena fut assimilée plus tardivement à la déesse grecque Némésis.

## Mythe et concept

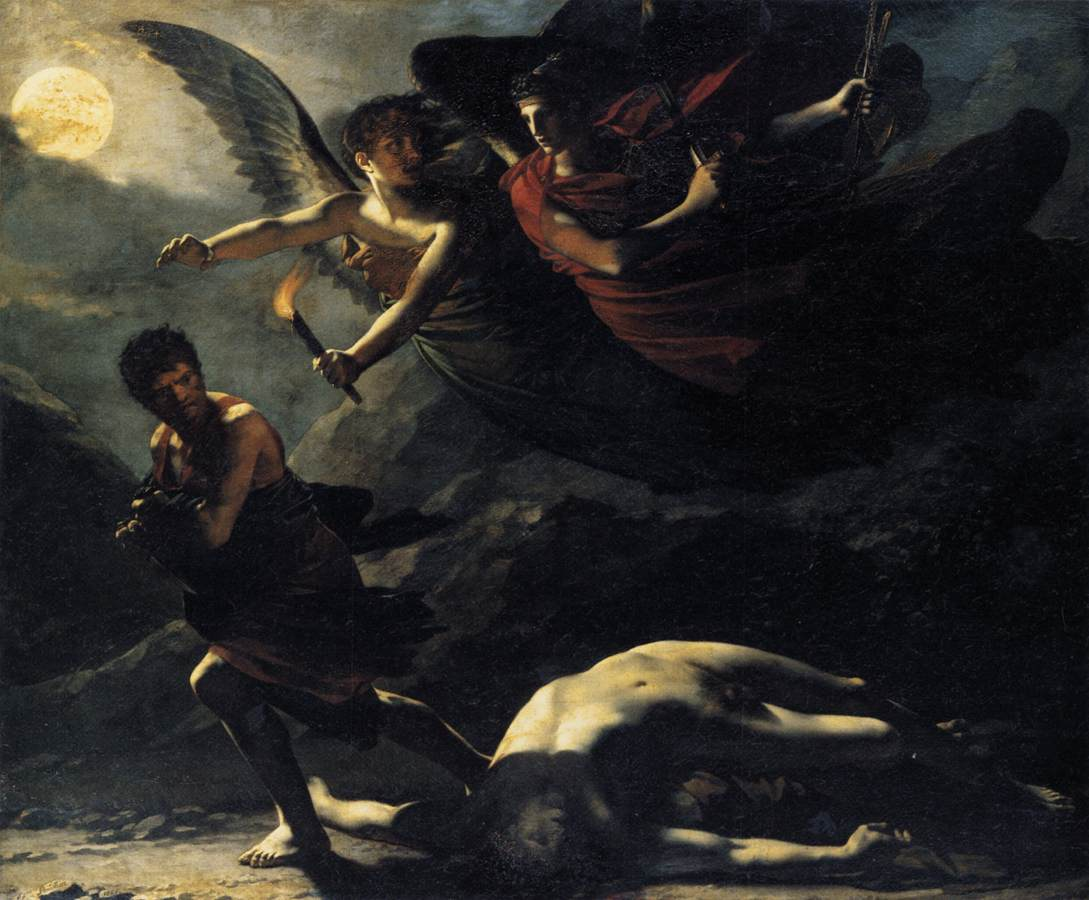
La Justice et la Vengeance divine poursuivant le Crime de Pierre-Paul Prud'hon. Thémis à gauche et Némésis à droite pourchassent un meurtrier qui prend la fuite.

Elle est présentée comme la fille de Nyx (la Nuit) seule ou plus rarement de la Nuit et de l'Érèbe (Hygin et Cicéron), mais d'innombrables sources (Pausanias, Nonnos de Panopolis et Tzétzès) la présentent comme née d'Océan sans que le nom de sa mère (Téthys ?) soit mentionné par un seul de ces auteurs. Dans les textes orphiques[Où ?], elle est généralement présentée sous le nom d'Adrastée et est donnée pour la fille née sans père de la Nécessité. Des traditions isolées la nomment néanmoins « fille de Zeus » (Homerica Cypria, Fragment 8) sans mentionner le nom de sa mère, d'autres la prétendent née de Dikê, la Justice personnifiée. Hésiode l'associe étroitement à la déesse Aidôs qui symbolise à la fois la Pudeur et le Respect et prétend que lorsque la race de fer aura remplacé celle des héros, Aidôs et Némésis abandonneront définitivement l'humanité à son (triste) sort pour remonter dans l'Olympe.
Elle représente la justice distributive et le rythme du destin. Par exemple, elle châtie ceux qui vivent un excès de bonheur chez les mortels, ou l'orgueil excessif chez les rois. Une tradition isolée prétend qu'elle engendra les Telchines de son union avec le Tartare (Bacchylide, fragment 52).
Elle représente « un des rares exemples de personnification de concept abstrait qui fasse l'objet d'un culte ancien ».
Chez Homère, Némésis n'est utilisé que comme personnification d'une chose abstraite. Dans la Théogonie, Hésiode évoque « Némésis, fléau des hommes mortels ». Némésis apparaît sous une forme encore plus concrète dans un fragment des Chants cypriens.
Némésis est l'exécutrice de la justice, la justice de Zeus, retransmise par Hermès selon l'organisation olympienne du monde, mais il est clair qu'elle lui a préexisté car ses images l'associent à plusieurs déesses qui sont des manifestations de l'ancienne Grande Déesse : Cybèle-Rhéa, Déméter et Artémis.
Némésis, en tant que principe opposé à la bonne fortune, a pu être associée à Tyché. Le mot Némésis, à l'origine, signifiait « qui dispense la fortune, ni bonne ni mauvaise, simplement dans la proportion due à chacun selon ses mérites » ; puis, le ressentiment provoqué par n'importe quelle perturbation de cette proportion. O. Gruppe (1906) et d'autres préfèrent relier le nom au « juste ressentiment ». Paul Mazon, dans sa traduction des Travaux et les Jours (Belles Lettres, éd. de 1977) propose le terme de Vergogne.
Dans les tragédies grecques, Némésis apparaît principalement comme vengeresse des crimes et celle qui punit l’hybris, elle est alors apparentée à Até et aux Érinyes. Elle s'est parfois appelée Adrastée, ce qui veut dire probablement « de qui on ne peut échapper » ; son épithète Érinys (« Implacable ») est particulièrement appliquée à Déméter et à Cybèle. C'est ainsi qu'au 48e et dernier chant des Dionysiaques de Nonnos de Panopolis, elle châtie l'orgueilleuse nymphe chasseresse Aura (Brise) à la prière d'Artémis, offensée par cette dernière. Toutefois, par souci de justice, elle punit Aura moins durement que la déesse ne l'aurait souhaité (elle prétendait voir l'imprudente jeune femme changée en statue de pierre).

## Culte

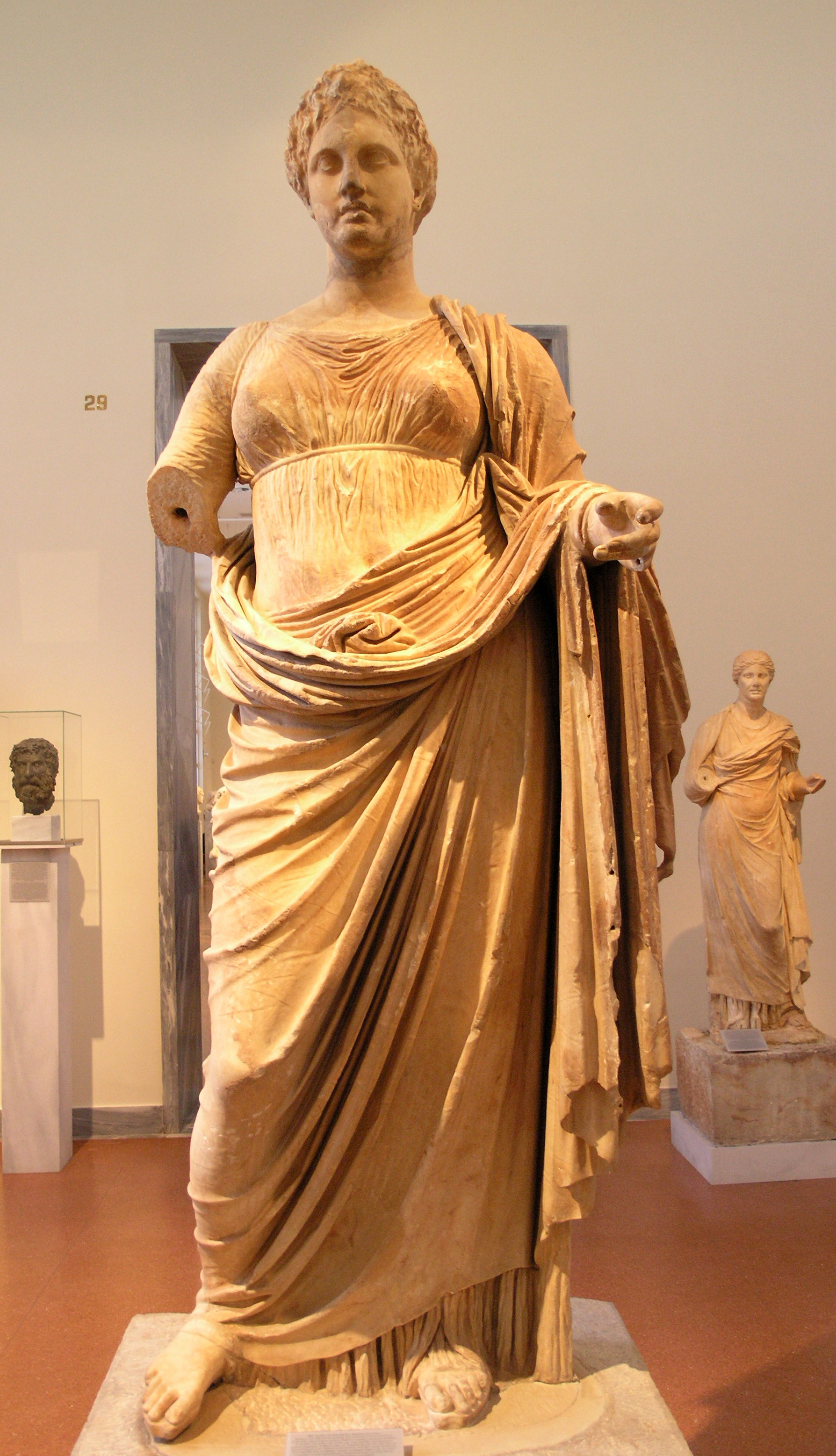
Statue de Thémis trouvée à Rhamnonte en Attique, dans le petit temple de Némésis, v. 300 av. J.-C.. Musée national archéologique d'Athènes.

Némésis, par Alfred Rethel (1837).

Némésis était honorée dans un sanctuaire archaïque de Rhamnonte en Attique, où elle était une fille d'Océan. Elle y est alors appelée Rhamnousia, la déesse de Rhamnonte. Pausanias remarqua sa statue iconique avec une couronne de cerfs et des petites Niké, fabriquée par Phidias après la bataille de Marathon (490 av. J.-C.) à partir d'un bloc de marbre de Paros que les Perses présomptueux avaient apporté avec eux, pour en faire une stèle commémorative après leur victoire qu'ils considéraient comme acquise.
Un rituel appelé Nemesia (identifié par certains avec le Genesia) se tenait à Athènes. Il s'agissait d'un office pour les morts : son objet était d'éviter la némésis des morts, qui étaient censés avoir la puissance de punir la vie si leur culte avait été négligé de quelque façon (Sophocle, Électre).
À Smyrne, il y avait deux manifestations de Némésis, plus apparentées à Aphrodite qu'à Artémis. Il est difficile d'expliquer la raison de cette dualité ; on suggère qu'ils représentent deux aspects de la déesse : l'aimable et l'implacable, ou les déesses de la vieille ville et celle de la nouvelle ville reconstruite par Alexandre le Grand.
À Rome, Némésis était révérée par les généraux victorieux, les gladiateurs dont elle était la patronne et figurait une des divinités tutélaires du forage du sol (Nemesis campestris). Au IIIe siècle av. J.-C., il y a des indices d'un culte envers une Némésis-Fortuna toute-puissante. Elle était révérée par une société dont les membres étaient appelés en latin Nemesiaci. Le compositeur crétois Mésomède de Crète lui dédie un hymne.
Les premières représentations de Némésis ressemblaient à Aphrodite, qui elle-même porte parfois l'épithète Nemesis. Plus tard, comme déesse de la proportion et vengeresse des crimes, ses attributs sont une tige de mesure, une bride, une balance, une épée et un fléau ; elle monte dans un chariot conduit par des griffons.

## Mentions dans la culture populaire
La déesse a inspiré de nombreux ouvrages de littérature populaire:
- Pour Isaac Asimov, Némésis est, dans son roman éponyme, le nom d'une étoile mortelle ignorée des terriens ;
- Philip Roth, dans Némésis, évoque nos réactions face aux tragédies et le jeu des circonstances sur nos vies ;
- Agatha Christie fait de la légendaire Miss Marple une Némésis le temps d'une enquête ;
- Christophe Corvaisier met en scène une manipulation vengeresse dans le thriller Opération Némésis\K  (ISBN 979-1031013602) qui se déroule deux ans après la chute de Daech en Irak ;
- Ivan Illich a publié Némésis médicale en 1975.
- Némésis apparaît dans le jeu-vidéo Hades II du studio Supergiant Games, où elle aide le personnage principal Mélinoé dans son combat contre Chronos.

### Articles liés
- Liste des divinités de la mythologie grecque
- Hybris, déesse de l'orgueil et de l’arrogance
- Invidia, déesse de l'envie et de la jalousie
- Praxidikè, déesse ou ensemble de déesses garante des serments et des vengeances, similaire à Poiné
- Poiné, déesse ou ensemble de déesses personnifiant le châtiment (daimôn du châtiment), similaire à Praxidikè
- Les Kères, esprits des morts violentes
- La Justice et la Vengeance divine poursuivant le Crime
- Némésis (Dürer)